# ميليكا دابوفيتش
ميليكا دابوفيتش (بالصربية: Милица Дабовић) مواليد 16 فبراير 1982 في ستنيي، جمهورية يوغوسلافيا الاشتراكية الاتحادية، هي لاعبة كرة سلة صربية معتزلة. بدأت مسيرتها الاحترافية في سنة 1998. مثلت منتخب بلادها. شاركت في دورة الألعاب الأولمبية الصيفية سنة 2016. اعتزلت اللعب في 2016.

## سجل المنافسة
شاركت في المنافسات التالية:
- الألعاب الأولمبية الصيفية 2016
- كأس العالم لكرة السلة للسيدات 2014

## الميداليات
| الميدالية | المسابقة                       |
| --------- | ------------------------------ |
| برونزية   | الألعاب الأولمبية الصيفية 2016 |

## روابط خارجية
- ميليكا دابوفيتش على موقع الاتحاد الدولي لكرة السلة (الإنجليزية)
- ميليكا دابوفيتش على موقع كرة السلة الأوروبية.كوم (الإنجليزية)
- ميليكا دابوفيتش على موقع بروبوليرز (الإنجليزية)
- ميليكا دابوفيتش على موقع سبورتس رفرنس (الإنجليزية)
- ميليكا دابوفيتش على موقع اللجنة الأولمبية الدولية (الإنجليزية)
- ميليكا دابوفيتش على موقع أوليمبيديا (الإنجليزية)
- ميليكا دابوفيتش على موقع اللجنة الأولمبية الصربية (الصربية)